# Вильчек, Лилия Шарифовна
Лилия (Лиля) Шарифовна Вильчек (15 февраля 1938, Ташкент — 7 марта 2020, Москва) — советский и российский литературовед, доктор филологических наук, заслуженный профессор МГУ им. М. В. Ломоносова.

## Биография
Родилась в семье служащих.
Окончила филологический факультет Среднеазиатского университета (1960) и аспирантуру при нём (1967).
Работала журналистом в Норильске (1960—62), в издательствах Ташкента, ответственным секретарем газеты «Текстильщик» (Ташкент), в АПГ РСФСР.
Кандидат филологических наук (1973, диссертация «Творчество В. Овечкина — публициста»). C 1977 года преподаёт на факультете журналистики МГУ с 1977 года (кафедра литературно-художественной критики и публицистики).
В 1993 году защитила докторскую диссертацию по теме «Закономерности развития сельской публицистики 1950—1980-х годов: Опыт историко-теоретического исследования».
Член Союза журналистов СССР и Союза писателей Москвы (1992).
Жена Всеволода Вильчека.
Умерла в 2020 году. Похоронена на Ваганьковском кладбище.

## Творчество
Печатается с 1960 года. Исследователь отечественной публицистики.
Сочинения
- Валентин Овечкин. Жизнь и творчество. М., 1977
- Пейзаж после жатвы. Деревня глазами публицистов. М., «Сов. писатель», 1988
- Советская публицистика 50—80-х гг. (от В. Овечкина до Ю. Черниченко). М., изд-во МГУ, 1996.